# Institut national des sciences appliquées de Lyon
Institut national des sciences appliquées de Lyon (INSA Lyon) to francuska Grande école naukowo-technologiczna. Uczelnia znajduje się na terenie kampusu La Doua - LyonTech, w klastrze uniwersytetów naukowo-technologicznych i Grandes écoles. La Doua znajduje się w Villeurbanne, na przedmieściach Lyonu.
Szkoła została założona w 1957 roku w celu szkolenia wysoko wykwalifikowanych inżynierów, wspierania kształcenia ustawicznego i prowadzenia badań. Pięcioletni program nauczania ma na celu wyszkolenie inżynierów, którzy posiadają ludzkie cechy i są dobrze zorientowani w podstawowych obszarach nauki i inżynierii. Studenci mogą rozpocząć studia doktoranckie na zakończenie 5-letniego programu studiów. Absolwenci INSA w Lyonie nazywają się Insaliens.

## Znani absolwenci
- Mariusz Zubert, polski naukowiec, profesor Politechniki Łódzkiej